# Aegosoma pici
Aegosoma pici är en skalbaggsart som först beskrevs av Auguste Lameere 1915.  Aegosoma pici ingår i släktet Aegosoma och familjen långhorningar. Inga underarter finns listade i Catalogue of Life.